# 幼体

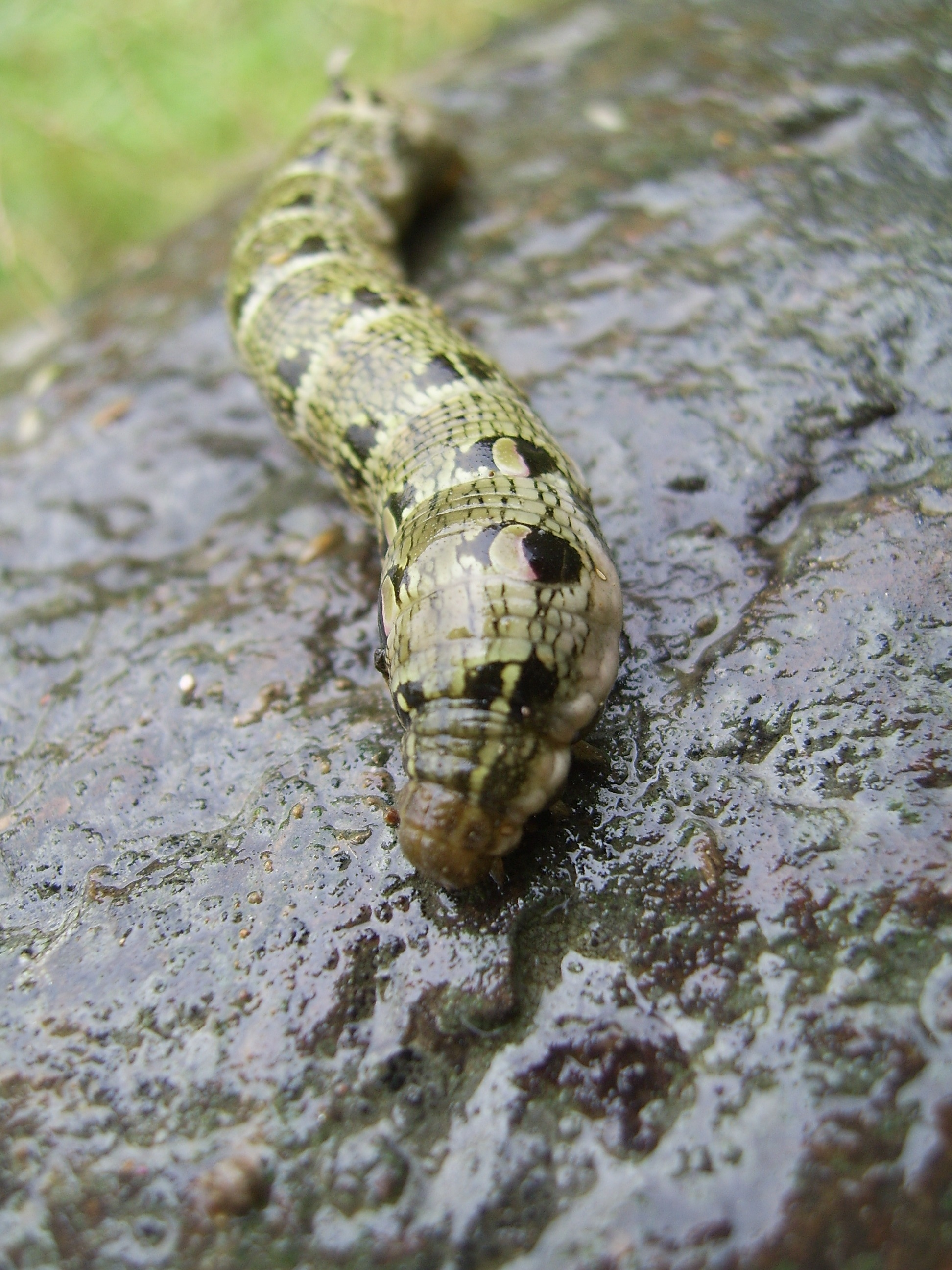
蝴蝶的幼虫一般被称为毛毛虫

幼體（larva）或稱幼生，狭义上，是无脊椎动物和鱼类胚后早期发育阶段的个体；其外部形态和习性不同于成体，往往可营独立生活，经过变态后，形态和习性就会与成体相同或相似。
间接发育的动物，如昆虫、两栖类或刺胞类，通常在其生命周期中有一个幼体阶段。在變態為蛹或成體之前常見的幼體有：蝌蚪、麵包蟲、毛蟲等等。
在汉语中，“幼体”不仅限于英语 larva 的定义，泛指许多动物，甚至植物（可称幼苗等），在进入下一个生命阶段之前经历的一种独特的幼年形态个体，其躯体各部位尚未發育完成，不具生殖能力；反之，与其相对者，称为成体、亚成体。
根據不同的變態模式，昆蟲幼體亦被冠以不同稱呼，如：幼蟲（完全變態）如蝴蝶、蜜蜂、以及所有的甲蟲等。若蟲（漸進變態）如竹節蟲、螳螂、蟋蟀。稚蟲（半形變態）如蜻蜓、仔蟲（無變態）

## 另見
- 成体
- 亚成体
- 卵
- 蛹
- 繭